# Permutatore
In telecomunicazioni il permutatore è un elemento passivo di una rete telefonica, che svolge le funzioni di terminazione e numerazione della rete in rame, consentendone quindi la permutazione, la protezione da sovratensioni e il sezionamento tra la rete stessa e l'autocommutatore telefonico e/o il DSLAM.

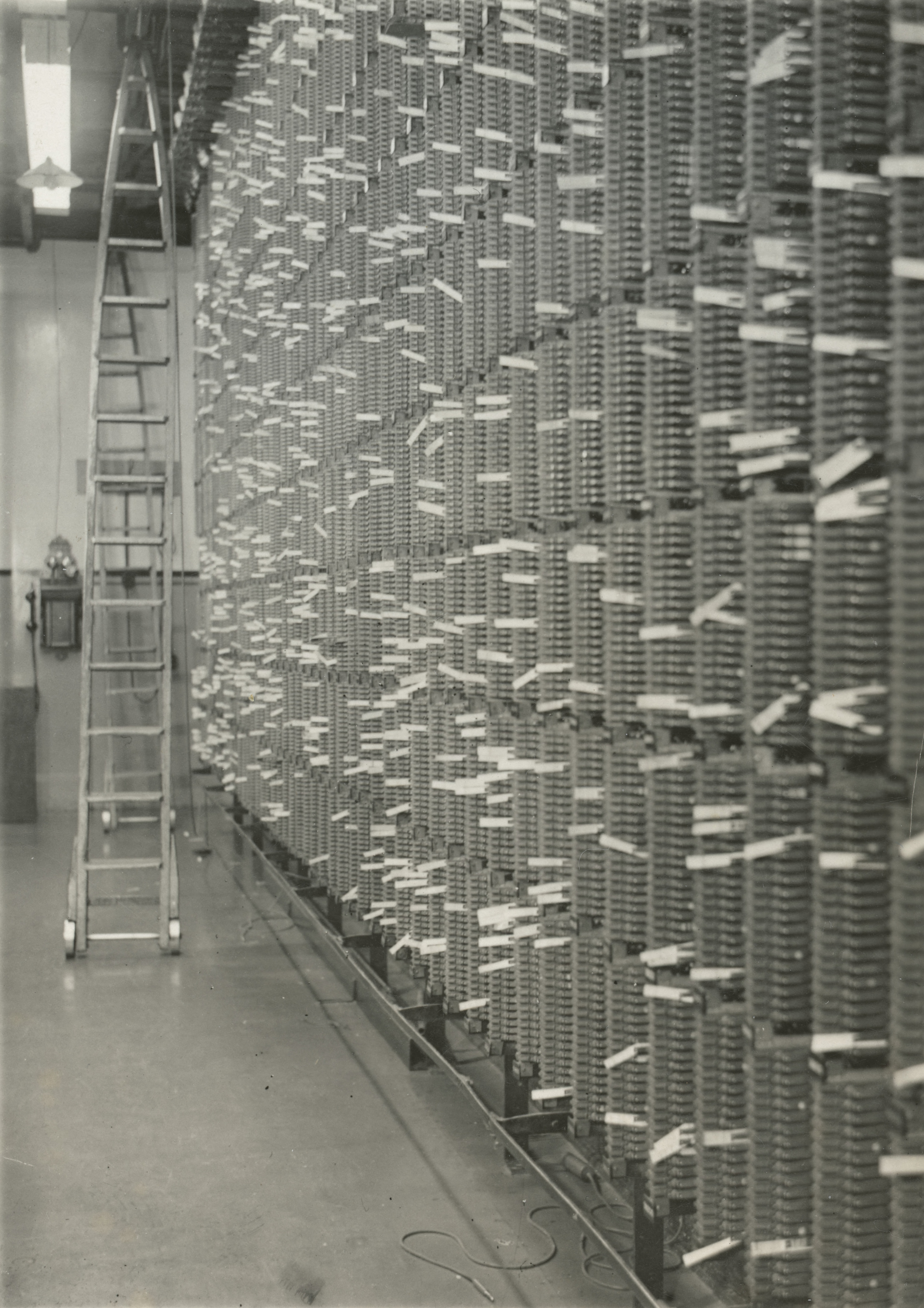
Permutatore dentro una centrale telefonica

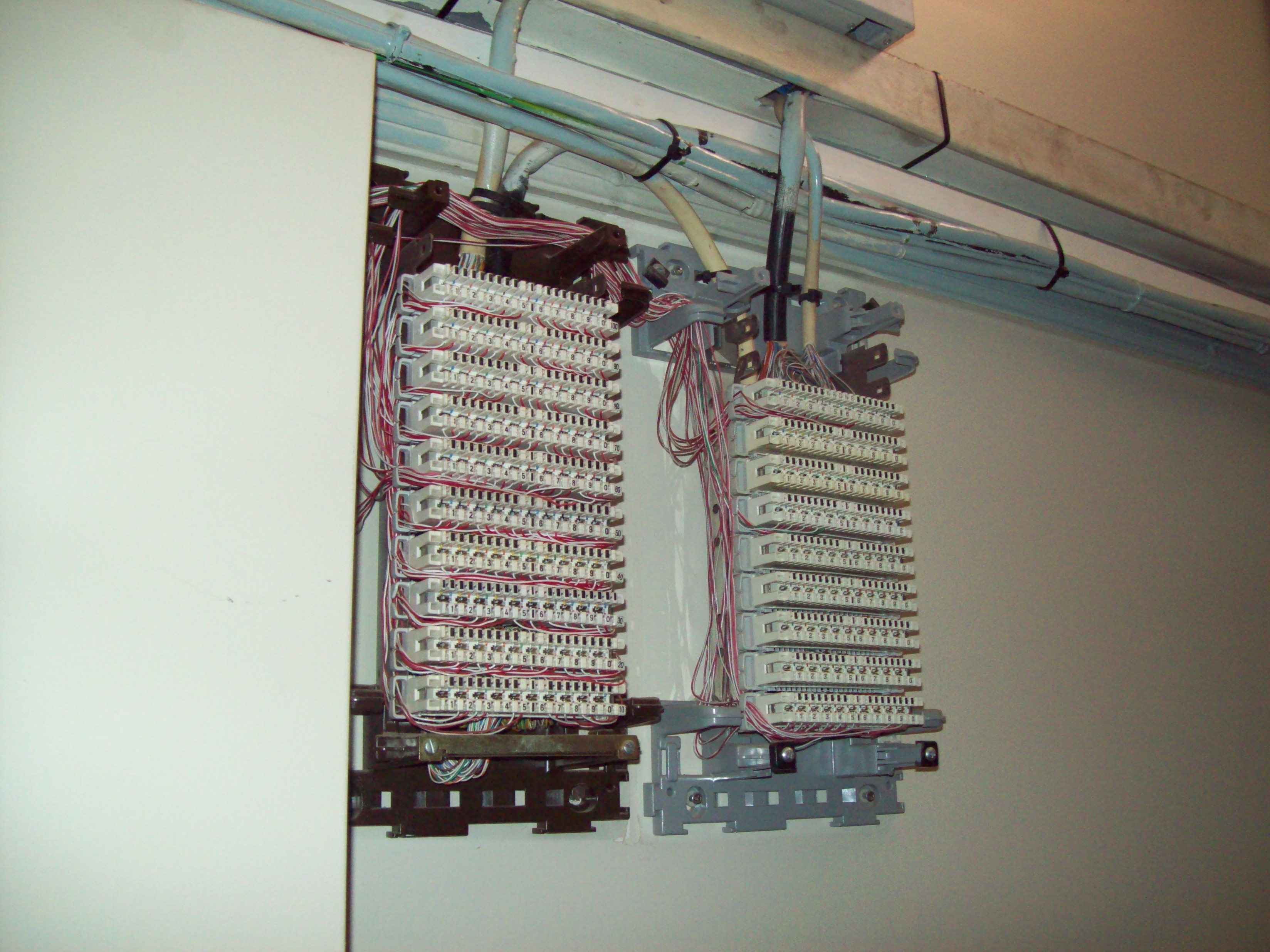
Blocchetti di permutazione Krone con strisce IDC da 10 coppie ciascuna

## Descrizione
Il permutatore si trova generalmente all'interno dell'edificio di una centrale telefonica, ed è composto da un telaio di permutazione in metallo che a sua volta contiene singole strisce o interi blocchi di permutazione. Il telaio è dimensionato in base alle utenze potenzialmente da servire o in base ai futuri piani di espansione della rete: in grandi centrali di città possono avere altezze e larghezze piuttosto considerevoli.
I blocchi di permutazione sono formati solitamente da 1, 3, 5 o 10 strisce ciascuno, con capacità di 10 coppie (chiamate anche posizioni) per striscia, sia lato ingresso che lato uscita. Le strisce possono essere quindi considerate a tutti gli effetti dei moduli sostituibili, e solitamente hanno contatti lamellari IDC (i più vetusti sono ancora a lamelle da saldare oppure a vite) in grado di attestare fili con diametro tra 0,4 e 0,6 mm.; per proteggere le linee e gli apparati da sovratensioni esterne (come ad esempio quelle generate da fulmini), esse possono contenere anche scaricatori o fusibili.
Nel permutatore, i doppini provenienti dalle porte degli apparati di centrale eroganti servizi vari quali POTS, ISDN e ADSL sono attestati sulle strisce disposte in orizzontale, mentre i doppini in uscita verso l'utente sono attestati sulle strisce disposte in verticale; è quindi possibile esemplificare dicendo che un doppino attestato su una striscia orizzontale corrisponde ad un numero di telefono (nel caso di servizi voce + dati) o TGU (nel caso di servizi solo dati come SHDSL), mentre un doppino attestato su una striscia verticale corrisponde ad una determinata unità immobiliare, come un ufficio o un'abitazione. Per attivare quindi un servizio, sarà necessario effettuare la permuta tra la corretta posizione della striscia orizzontale e la corretta posizione della striscia verticale; a tal fine si utilizza un cavo in rame isolato con biplasto, chiamato trecciola (o cordoncino) di permutazione.
I blocchi di permutazione sono installati, in misura inferiore, anche negli armadi ripartilinea, elementi della rete telefonica "elastica" che svolgono una seconda funzione di permutazione tra le coppie primarie (provenienti dal permutatore della centrale) e le coppie secondarie (provenienti dalle chiostrine di distribuzione in prossimità della sede utente). In questo modo, oltre a smistare e a categorizzare efficientemente le linee, è anche possibile sostituire una coppia guasta o con basso isolamento senza necessariamente intervenire su tutta la tratta centrale - utente, cosa che richiederebbe tempi e costi particolarmente alti. Ad esempio, se una coppia della tratta primaria si interrompe in un punto, è possibile permutarla, con una coppia libera, in centrale e in armadio, mantenendo tuttavia la stessa coppia tra l'armadio e la chiostrina di distribuzione; quella guasta sarà segnalata come tale e dismessa fino ad eventuale riparazione. Qualora tra la centrale e la chiostrina di distribuzione dell'utente non vi sia interposto un armadio ripartilinea, la rete è denominata "rigida".
Esistono strisce di permutazione a separazione e non, le prime sono in grado di interrompere la connessione elettrica tra la centrale telefonica e l'utente finale al fine di effettuare verifiche e misurazioni, le seconde no. Le strisce maggiormente diffuse in Europa ed in Australia sono di tipo Krone LSA-PLUS da 10 coppie, standard proprietario europeo alternativo agli statunitensi 110 block e 66 block.